# Чемпионат мира по фигурному катанию 1922
Чемпионат мира по фигурному катанию 1922 года был проведён Международным союзом конькобежцев в Швеции и Швейцарии. Фигуристы соревновались в мужском, женском одиночном катании и в парном катании.
Соревнование среди мужчин проходили с 4 по 6 февраля в Стокгольме, среди женщин и среди пар — 29 января в Давосе. Этот чемпионат стал первым после восьмилетнего перерыва, связанного с Первой мировой войной и испанским гриппом. В нём приняли участие 17 фигуристов из 5 стран.

## Результаты

### Мужчины
| Место | Имя              | Страна   | Сумма мест |
| ----- | ---------------- | -------- | ---------- |
| 1     | Гиллис Графстрём | Швеция   | 7          |
| 2     | Фриц Кахлер      | Австрия  | 8          |
| 3     | Вилли Бёкль      | Австрия  | 15         |
| 4     | Мартин Стиксруд  | Норвегия | 20         |

### Женщины
| Место | Имя        | Страна   | Сумма мест |
| ----- | ---------- | -------- | ---------- |
| 1     | Херма Сабо | Австрия  | 5          |
| 2     | Свеа Нурен | Швеция   | 11         |
| 3     | Маргот Мое | Норвегия | 14         |

### Пары
| Место | Имя                                         | Страна    | Сумма мест |
| ----- | ------------------------------------------- | --------- | ---------- |
| 1     | Хелен Энгельманн / Альфред Бергер           | Австрия   | 6          |
| 2     | Людовика Якобссон-Эйлерс / Вальтер Якобссон | Финляндия | 12.5       |
| 3     | Маргарет Мецнер / Пауль Мецнер              | Германия  | 17.5       |
| 4     | Грете Вайзе / Георг Фелиш                   | Германия  | 17         |
| 5     | Алексия Скёйен / Ингвар Брин                | Норвегия  | 22         |